# كيت أتكينسون (ممثلة)
كيت أتكينسون (بالإنجليزية: Kate Atkinson)‏ هي ممثلة أسترالية، ولدت في 1972 في كالغورلي في أستراليا.

## وصلات خارجية
- كيت أتكينسون على موقع IMDb (الإنجليزية)
- كيت أتكينسون على موقع قاعدة بيانات الفيلم (الإنجليزية)